# Nicholas Rowe

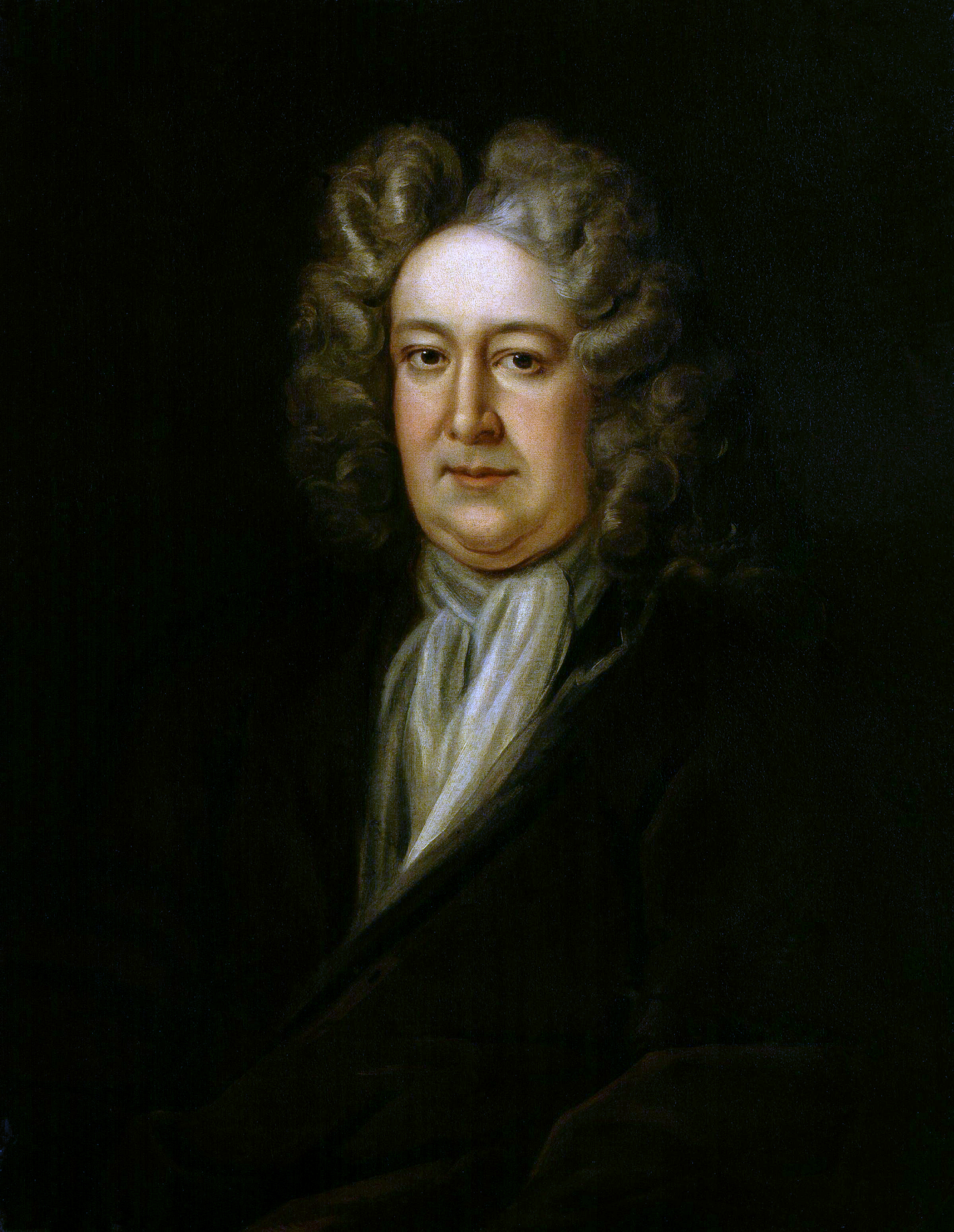
Nicholas Rowe, circa 1718

Nicholas Rowe (1674–1718) foi um dramaturgo, poeta e escritor da Inglaterra. Em 1715, foi apontado como Poeta laureado. Foi o organizador da primeira edição moderna das obras dramáticas de William Shakespeare, que publicou em seis volumes em 1709.